# Sekou Wiggs
Sekou Aole Wiggs (Seattle, 8 ottobre 1994) è un cestista statunitense.